# Vz. 30 (авиационный пулемёт)
Не следует путать с ручным пулемётом ZB vz. 30.
Не следует путать с ручным пулемётом MG 30.
Kulomet vz. 30 — чехословацкий авиационный пулемёт, разработанный и выпускавшийся на заводе компании Česká zbrojovka (Страконице). Основной тип автоматического оружия, состоявшего на вооружении ВВС Чехословакии в 1930-х годах.
Ручной пулемёт со схожим названием ZB vz. 30 никогда не состоял на вооружении чехословацкой армии и предназначался исключительно на экспорт.

## История
Пулемёт был разработан коллективом конструкторов во главе с Франтишеком Мышкой. Завод Česká zbrojovka в Страконице в первые годы существования занимался переделкой авиационных пулемётов Vickers и Lewis под патрон 7,92 × 57 мм, а позже перешёл к разработке собственных конструкция. Основным заказчиком была чехословацкая армия, к марту 1939 года получившая 4825 единиц вооружения подобного типа. Значительно меньшее количество было поставлено в Эстонию, Грецию и Иран. После оккупации Чехословакии эти пулемёты получил Вермахт; в некоторых его частях они использовались противовоздушной обороны.
После войны в Чехословакии пулемёт продолжал состоять на вооружении до 1950-х годов.

## Konstrukce
Работа автоматики оружия основана на принципе короткого хода ствола, охлаждение воздушное. Затвор сходен по устройству с аналогичными узлами пулемётов Максим и Виккерс. Пулемёт выпускался в двух основных модификациях: синхронный, для стрельбы через винт, с лентой на 450 патронов и турельный, для бортстрелков, с дисковым магазином по типу пулемёта Льюис на 50 патронов; также и в спаренном варианте.

## Применение
- Aero A-101
- Aero Ab-101
- Aero MB-200 (лицензионный французский Bloch MB.200)
- Avia B-534
- Avia B-35
- Avia B.135
- Avia B-71 (лицензионный советский СБ (АНТ-40))
- Letov Š-328

## Операторы
Чехословакия
- ВВС Чехословакии
- Партизанские военно-воздушные силы Словакии

 Болгария
- Царские военно-воздушные силы Болгарии

 Греция
- ВВС Греции

 Эстония
- ВВС Эстонии (Letov Š-328)

 Германия
- Люфтваффе (трофейные чехословацкие)

 Словакия
- Словацкие воздушные силы